# Los mitos de Cthulhu (historieta)
Los mitos de Cthulhu es una serie de historietas escrita por Norberto Buscaglia y dibujada por Alberto Breccia, que adapta relatos de Howard Phillips Lovecraft. 

## Creación y trayectoria editorial
Tras abandonar su adaptación de Informe sobre ciegos de Ernesto Sabato, debido al rechazo del novelista, Breccia encontró en la obra de Lovecraft, descubierta en un viaje desde Madrid a Milán, un material literario que le permitía continuar las mismas experimentaciones formales.
En noviembre de 1973, las primeras historietas de esta nueva serie empezaron a publicarse en la revista italiana "Il Mago", recopilándose también en álbum:
- 1975, en Argentina, por Ediciones Periferia
- 1978, también en Italia.[1]

Al año siguiente, una nueva historieta, El que susurraba en las tinieblas, apareció en la revista argentina "El Péndulo".
En España, la serie no se publicó hasta 1983, en la edición española de "Creepy". 
La serie íntegra fue reeditada en España por Sins entido en 2003 y en Argentina por Doedytores/Deux en 2007.

## Contenido
| Título                            | Guionista          | Número de páginas | Firmado | Publicado           |
| --------------------------------- | ------------------ | ----------------- | ------- | ------------------- |
| El ceremonial                     | Alberto Breccia    | 9                 | 1972    |                     |
| La cosa en el umbral              | Norberto Buscaglia | 11                | 1973    | "Il Mago" (11/1973) |
| La sombra sobre Innsmouth         | Norberto Buscaglia | 17                |         |                     |
| La ciudad sin nombre              | Norberto Buscaglia | 6                 | 1974    |                     |
| El horror de Dunwich              | Norberto Buscaglia | 15                | 1974    |                     |
| El llamado de Cthulhu             | Norberto Buscaglia | 11                | 1974    |                     |
| El color que cayó del cielo       |                    | 13                | 1974    |                     |
| El morador de las tinieblas       | Alberto Breccia    | 17                | 1975    |                     |
| El que susurraba en las tinieblas | Norberto Buscaglia | 15                |         | "El Péndulo" (1979) |

## Estilo
Breccia recurrió a nuevas técnicas, como el monotipo o el collage. Al representar los monstruos

no quería ofrecer al lector únicamente mi propia visión; también quería que cada lector añadiese algo suyo, que utilizara la base que yo le proporcionaba para vestirla de sus propios temores, de su propio miedo.